# Acroclisoides maculatus
Acroclisoides maculatus är en stekelart som beskrevs av Sureshan och T.C. Narendran 2002. Acroclisoides maculatus ingår i släktet Acroclisoides och familjen puppglanssteklar. Inga underarter finns listade i Catalogue of Life.